# 優素菲耶

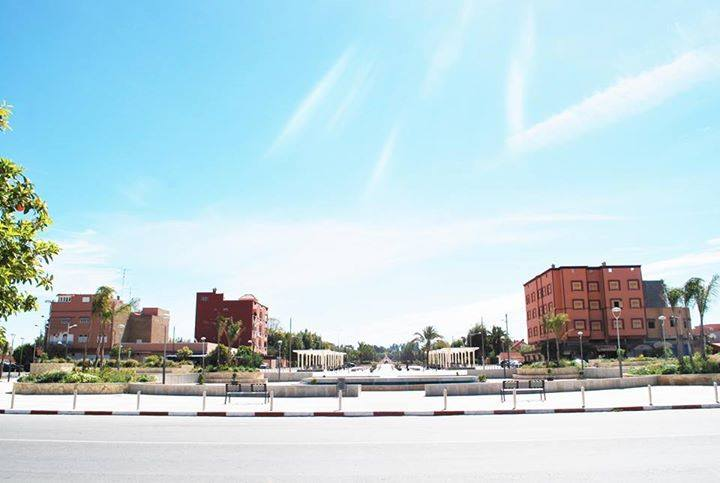
優素菲耶

優素菲耶（柏柏語：ⵢⵓⵙⵓⴼⵉⵢⴰ，阿拉伯语：‎）是非洲北部國家摩洛哥的城鎮，由杜卡拉-阿卜達大區負責管轄，距離馬拉喀什100公里和達爾貝達230公里，海拔高度298米，磷酸鹽是當地在20世紀初期的唯一經濟資源，2004年人口64,518。